# Adriana Bake
Adriana Johanna Bake, född  7 augusti 1724 i Amboina, död 18 februari 1787 i Batavia, var guvernörsfru och kulturpersonlighet i Nederländska Indien 1755–1775.
Dotter till Amboinas guvernör David Johan Baker (1689–1738), och Ida Dudde (1691-1766). Gift med Anthonij Guldenarm (1701–1743), befälhavare, och 1743 med Petrus Albertus van der Parra (1714–1775), andra rådssekreterare och från 1755 generalguvernör på Java.
Hon var fostermodern för många som senare intog viktiga roller i det bataviska samhället. År 1763, efter makens utnämning till generalguvernör i Ostindien (1761), stod hon värd för omfattande ceremonier med teater, fester, dans och illuminationer; efteråt flyttade parets guvernörsresidenset till Weltevreden. Parets familjeliv ansågs utgöra en modell för bataviska familjer. Själv ansågs Baker utgöra ett exempel på den idealiska hustrun. Hon utgjorde centrum för kolonins umgängesliv och var välkänd för sina tillställningar: hennes festivaler och fester var välbesökta och hennes gästfrihet välkänd, och hennes enkelhet i språk, kläder och attityd betraktades som mönsterbildande. Hon var välkänd för sin djupa religiositet, som då var sällsynt i den bataviska kolonin, och lät som kulturmecenat finansiera bibelöversättningar; hon lät också omvända sina slavar, och frigav dem senare i sitt testamente. Baker var den första guvernörsfru som inte var född i Nederländerna och hennes sätt att leva kom att bilda mönster för vad som senare ansågs typiskt kolonialt. Hennes nätverk av ostindiska fosterbarn blev senare ursprunget till många makthavare i kolonin.